# Guìhuā xiàng
Guìhuā xiàng é um filme de drama taiwanês de 1987 dirigido e escrito por Chen Kunhou. Foi selecionado como representante de Taiwan à edição do Oscar 1988, organizada pela Academia de Artes e Ciências Cinematográficas.

## Elenco
- Hsiao-Fen Lu
- Hsiu-Ling Lin
- Simon Yam
- Osmany Rodríguez